# Iso Mustajärvi (sjö i Torneå, Lappland)
Iso Mustajärvi är en sjö i kommunen Torneå i landskapet Lappland i Finland. Sjön ligger 44,8 meter över havet. Arean är 44 hektar och strandlinjen är 4,2 kilometer lång. Sjön  ingår i Torne älvs huvudavrinningsområde.   Den ligger omkring 87 kilometer sydväst om Rovaniemi och omkring 660 kilometer norr om Helsingfors. 